# LAMOST-HVS1
LAMOST-HVS1 är en hypersnabb stjärna  i Kräftans stjärnbild, ungefär 42 400 ljusår från jorden, vilket gör den till en av de närmaste hypersnabba stjärnorna (2014). Stjärnan upptäcktes 2014 och är av spektralklass B.

## Om hypersnabba stjärnor
Hypersnabba stjärnor (HVS, HyperVelocity Star) förutsades 1988 av den amerikanske astronomen Jack Hills. 2005 bekräftades förutsägelsen av de amerikanska astronomerna och astrofysikerna Warren Brown, Margaret Geller, Scott Kenyon och Michael Kurtz.
En vanlig stjärna kan röra sig med hastigheter på ungefär 100 km/s. En hypersnabb stjärna definieras som en stjärna med betydligt högre hastighet, upp emot 1000 km/s, vilket betyder att den kan ha hastigheter som överstiger flykthastigheten för galaxen.
2014 var ungefär 20 hypersnabba stjärnor kända. Astronomerna räknar med att det kan finnas ungefär 1000 hypersnabba stjärnor i Vintergatan, vilket gör dem till en mycket ovanlig grupp av stjärnor.